# Peter Desaga
Peter Desaga est un fabricant d'instruments allemand de l'Université de Heidelberg qui a travaillé avec Robert Bunsen. En 1855, Desaga a perfectionné une conception antérieure du brûleur de laboratoire de Michael Faraday en bec Bunsen.
Ni Desaga ni Bunsen n'ont breveté le design et de nombreuses imitations ont été commercialisées.
Le bec Bunsen fut essentiel à l'invention du spectroscope par Robert Bunsen et Gustav Kirchhoff.
Le fils de Peter Desaga, Carl Desaga, a fondé C. Desaga.